# Hilde Broër
Hilde Broër (* 2. Januar 1904 in Witten an der Ruhr; † 24. November 1987 in Kressbronn am Bodensee) war eine deutsche Bildhauerin und Medailleurin. Sie trat vor allem mit ihrer Medaillenkunst in Bronze hervor.

## Leben und Werk

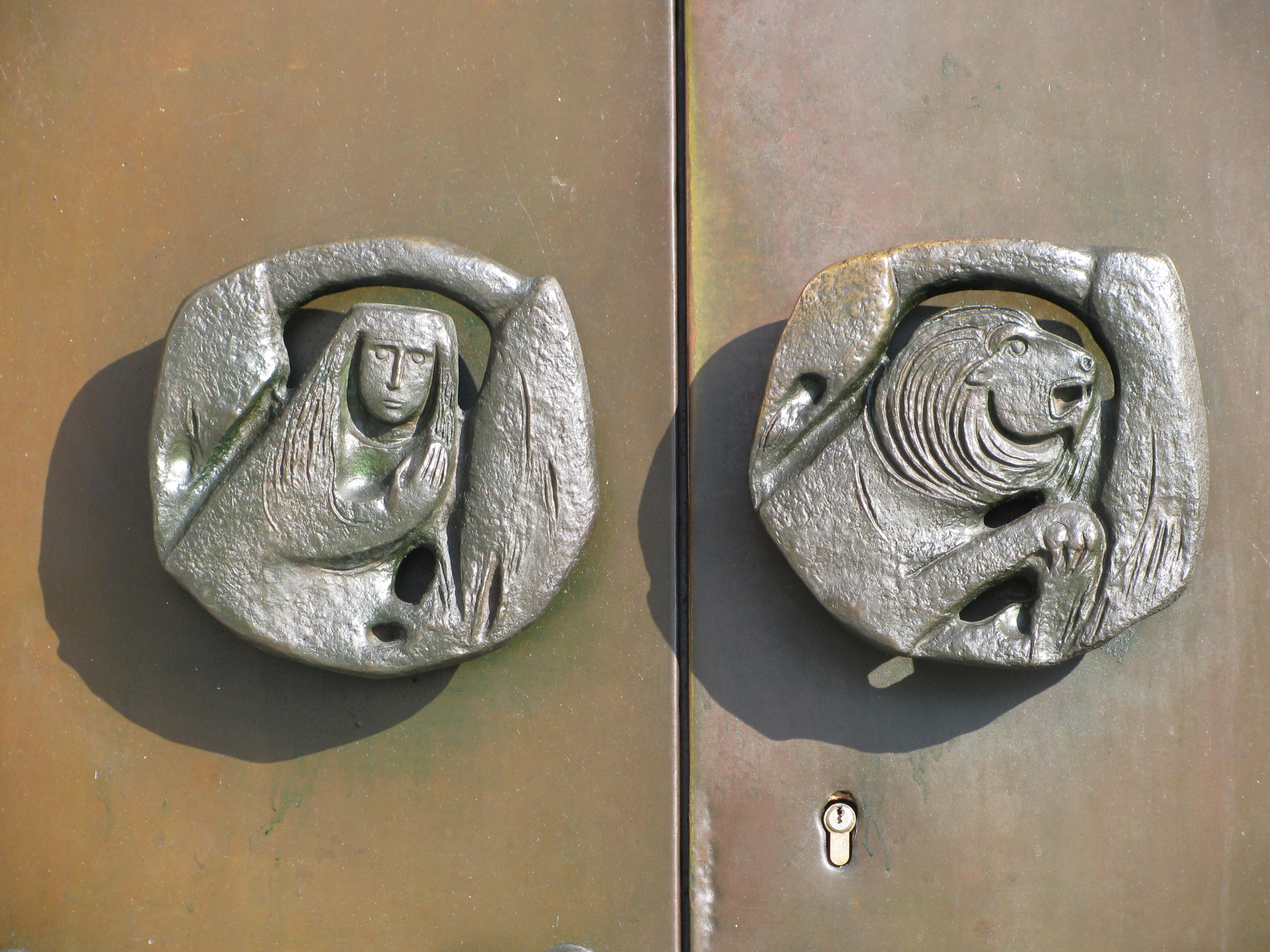
Türgriffe an der katholischen Pfarrkirche 'Maria Hilfe der Christen' in Kressbronn: ‚Mensch‘, Symbol für den Evangelisten Matthäus, und ‚Löwe‘, Symbol für den Evangelisten Markus

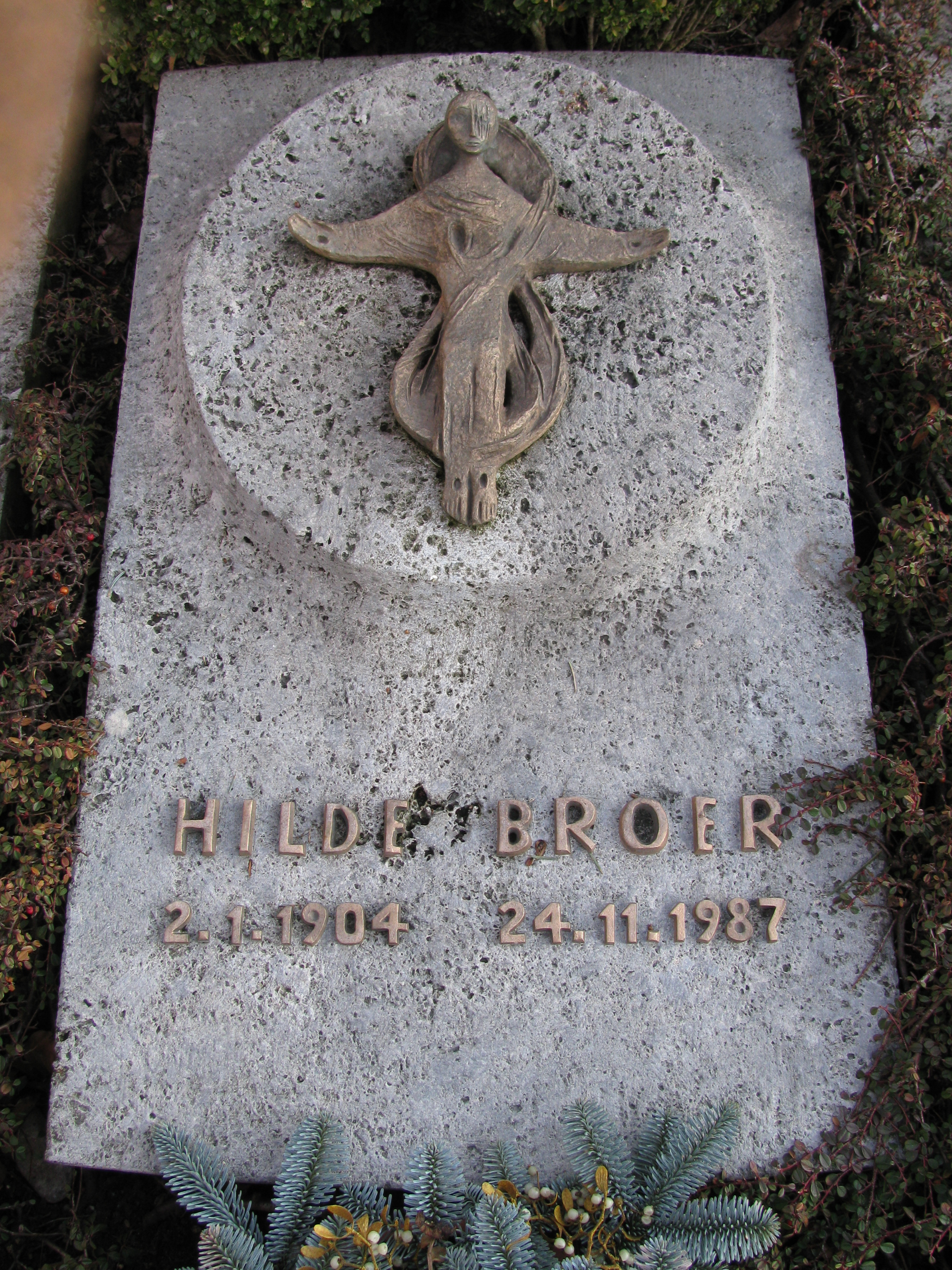
Grab auf dem Alten Friedhof in Kressbronn

Nach Schulbesuch in Witten begann Broër 1924 ihr Studium der Bildhauerei bei Wolfgang Wallner an den Kölner Werkschulen. Ihre Mitschülerin und Freundin war Gretel Schulte-Hostedde. Mit ihr besuchte sie ab 1925 die dortige Keramikklasse bei Dorkas Reinacher-Härlin, wo unter anderem Freidrehen auf der Töpferscheibe unterrichtet wurde. 1927 schloss sie ihre Schullaufbahn in Köln ab und übersiedelte im selben Jahr mit Gretel Schulte-Hostedde nach Berlin.
Nach einer einwöchigen Aufnahmeprüfung nahm sie das Studium an den Vereinigten Staatsschulen für Freie und Angewandte Kunst (VSS) bei Ludwig Gies auf. Gies war Professor für Plastik in der Abteilung Angewandte Kunst. Ab 1934 avancierte sie zur Meisterschülerin, wodurch sie an der Kunstschule ein Atelier nutzen konnte. Es entstanden vielerlei plastische Arbeiten in Ton, Bronze, Elfenbein, Zementguss: Gefäße, Mosaike, Reliefs und Medaillen, wesentlich geprägt vom durch Gies angeregten flachen, versenkten Reliefstil und mit christlich-expressivem Duktus. Ab 1935 hatte sie ein eigenes Atelier in Berlin-Grunewald und studierte zusätzlich auch an der Abteilung Baukunst der VSS. 1937 schloss sie ihr Studium in Berlin ab.
Ebenfalls 1937 dann wurden in der Nazi-Aktion „Entartete Kunst“ aus dem Märkischen Museum Witten an der Ruhr ihre beiden Ton-Reliefs Madonna mit Kind und Geburt Christi beschlagnahmt und zerstört.
Broërs erster Großauftrag waren im Jahr 1938 Tonplatten mit bildlichen Reliefs als Hauszeichen für ein Neubaugebiet in Leegebruch bei Oranienburg, die sie zusammen mit Christa von Lewinski und Gretel Schulte-Hostedde entwarf und die in den HB-Werkstätten für Keramik von Hedwig Bollhagen ausgeführt wurden. 1943 trat sie kriegsbedingt in die Mosaik-Werkstatt des Bildhauers Berthold Müller-Oerlinghausen in Berlin ein und floh kurz darauf nach Kressbronn, wo sie unter anderem die künstlerische Ausgestaltung der neugebauten Nonnenbachschule übernahm.
In den Jahren 1950 bis 1952 arbeitete sie unter anderem an der Glockenzier für die Glocken des Paderborner Doms und für das Geläut der Weltfriedenskirche im japanischen Hiroshima. In den Nachkriegsjahrzehnten entstanden zahlreiche plastische Arbeiten für Kirchen, so zum Beispiel Chorgitter und als Relief gearbeitete Türen.
Hilde Broër starb am 24. November 1987 in ihrem Haus in Retterschen. Ihr Grab befindet sich auf dem Alten Friedhof in Kressbronn.
Ein Teil ihres schriftlichen Nachlasses befindet sich im Deutschen Kunstarchiv im Germanischen Nationalmuseum in Nürnberg.

### Werke (Auswahl)
- 1950: Glockenzier der Domglocken in Paderborn
  - Glockenzier an vier Glocken der Weltfriedenskirche im japanischen Hiroshima
- 1952: zwei Maskenreliefs für die „Engel-Lichtspiele“ in Kressbronn
- 1960: Madonnenfigur aus Bronze auf dem Kronenbrunnen in Tettnang
- 1961: Taufbecken in der katholischen Pfarrkirche Maria Hilfe der Christen in Kressbronn
- 1962: Türgriffe am Hauptportal der katholischen Pfarrkirche Maria Hilfe der Christen in Kressbronn: Mensch, Symbol für den Evangelisten Matthäus; Löwe, Symbol für den Evangelisten Markus; Alpha und Omega, Symbole für Anfang und Ende; Stier, Symbol für den Evangelisten Lukas; Adler, Symbol für den Evangelisten Johannes
- 1964: Altarstein in der Kreiskrankenhaus-Kapelle in Tettnang
  - Krippenrelief in der St.-Verena-Kirche in Kehlen
- 1966: Relief auf Tabernakeltür in der katholischen Pfarrkirche Maria Hilfe der Christen in Kressbronn
  - Türen der St.-Martin-Kirche in Langenargen
- 1969: Tabernakel in der Hauskapelle der Franziskanerinnen in Kressbronn

## Auszeichnungen
Zahlreiche Preise

## Ausstellungen, Museen
- Teilnahme an den FIDEM-Biennalen 1955–1985
- „Kleinbronzen“ in der Schalterhalle der Kreissparkasse Kressbronn, November 1975
- Dauerausstellung Museum Lände in Kressbronn
  - Sonderausstellung zum 100. Geburtstag: „Die große Kraft der kleinen Form“, 20. Juni bis 12. September 2004
- Staatliche Museen zu Berlin, Münzkabinett
- Museum Langenargen

## Hilde-Broër-Preis
Mit dem Hilde-Broër-Preis für Medaillenkunst, ausgelobt von der Gemeinde Kressbronn sowie der Deutschen Gesellschaft für Medaillenkunst, wird von 2005 bis 2009 jährlich und seit 2009 zweijährlich Personen für ein herausragendes Lebenswerk auf dem Gebiet des Medaillenschaffens ausgezeichnet.

### Preisträger
- 2005: Hans Karl Burgeff (1928–2005), Metallbildhauer und Kunstprofessor[4]
- 2006: Heide Dobberkau (1929–2021), Bildhauerin und Medailleurin[4]
- 2007: Wilfried Fitzenreiter (1932–2008), Bildhauer und Medailleur[4]
- 2008: Gertrud Angelika Wetzel (1934–2011), Bildhauerin und Medailleurin aus Stuttgart; Verleihung am 22. Juni in der Kressbronner ‚Lände‘[5]
- 2009: Peter Götz Güttler (1939–2024), Architekt und Medailleur aus Dresden[4]
- 2011: Anna Franziska Schwarzbach (* 1949), Architektin und Bildhauerin; Verleihung im Schloss Friedenstein in Gotha, für ihr „originelles wie komplexes, zeitbezogenens wie zeitloses Werk“[6]
- 2013: die deutschen Bildhauer Bernd Göbel (* 1942) und Hubertus von Pilgrim (* 1931)[7]
- 2015: Eberhard Linke (1937–2025), Bildhauer und Medailleur[8]
- 2017: Klaus Kowalski (* 1929), Bildhauer und Universitätsprofessor[4]
- 2019: Heidi Wagner-Kerkhof (* 1945), Bildhauerin und Medailleurin[4]
- 2021: Friedrich Brenner (* 1939), Bildhauer, Medailleur und Münzgestalter, für sein bisheriges Lebenswerk auf dem Gebiet des Medaillenschaffens[9][10]